# Ближайший родственник (фильм, 1989)
«Ближайший родственник» (англ. Next of Kin) — американский боевик режиссёра Джона Ирвина 1989 года. В главных ролях Патрик Суэйзи и Лиам Нисон, Адам Болдуин, а также Хелен Хант, Билл Пэкстон и Бен Стиллер.

## Сюжет
Двое из многочисленного семейства Гейтсов живут и работают в Чикаго. Трумэн — полицейский, а Джеральд — водитель грузовика. К главе преступного синдиката Джону Изабелле приезжает погостить сын Лоренс, напыщенный и самовлюблённый парень. Джон определяет его в группу к гангстеру Джою Росселини, одному из самых жестоких своих подручных. На глазах у Лоренса Росселини убивает Джеральда Гейтса за едва заметный проступок.
Трумэн, узнав о случившемся, обращается к Изабелле с просьбой выдать ему убийцу члена семьи. В ответ он получает отказ. В то же самое время из глубинки приезжает Брайар Гейтс, полный жажды мести.

## В ролях
| Актёр             | Роль            |
| ----------------- | --------------- |
| Лиам Нисон        | Брайар Гейтс    |
| Патрик Суэйзи     | Трумэн Гейтс    |
| Адам Болдуин      | Джой Росселлини |
| Хелен Хант        | Джесси Гейтс    |
| Андреас Кацулас   | Джон Изабелла   |
| Билл Пэкстон      | Джеральд Гейтс  |
| Бен Стиллер       | Лоренс Изабелла |
| Тед Ливайн        | Вилли Симпсон   |
| Дел Клоуз         | Фрэнк           |
| Пол Греко         | Лео             |
| Майкл Дж. Поллард | Гарольд         |

## Саундтрек
1. Brother to Brother — Грегг Оллман и Лори Йетс — 3:58
2. Hey, Backwoods — Родни Кроуэлл — 4:11
3. Hillbilly Heart — Рики Ван Шелтон — 2:56
4. Straight and Narrow — Рики Скэггс — 2:51
5. Paralyzed — Sweethearts of the Rodeo — 3:00
6. The Yard Sale — Билли Лоусон — 2:24
7. My Sweet Baby’s Gone — Чарли Дэниелс — 3:15
8. Pyramid of Cans — Джордж Джонс — 2:31
9. Brothers — Патрик Суэйзи и Ларри Гэтлин — 4:10
10. Wailing Sax — Дуэйн Эдди — 3:19

## Награды и номинации
Золотая малина
- Патрик Суэйзи — худшая мужская роль (номинация)